# Mark Grossman
Mark Grossman (Columbia, 3 febbraio 1987) è un attore statunitense.
È famoso per il ruolo di Adam Newman nella soap opera statunitense Febbre d'amore.

## Biografia
Grossman, nasce il 3 febbraio 1987 in Columbia (Maryland) ed è alto 1,85 m.

### Carriera
Nel 2015 Grossman appare nel film horror The ABCs of Death 2. Nel 2017 appare nel film Get Big mentre nel 2018 appare nella serie tv Famous in Love per 6 episodi nel ruolo di Shane. Nel 2019 entra nel cast principale della soap opera Febbre d'amore nel ruolo di Adam Newman, ruolo che ricopre tutt'ora.

## Filmografia

### Cinema
- The ABCs of Death 2 (2015)
- Get Big (2018)

### Televisione
- Famous in Love - serie TV, 6 episodi (2018)
- Febbre d'amore - soap opera (2019-in corso)